# Гуджарети (Лагодехский муниципалитет)
Гуджарети (груз. გუჯარეთი) — село в Грузии, в муниципалитете Лагодехи края Кахетия. 

## География
Село расположено в восточной части края, в 20 километрах по прямой к юго-западу от центра муниципалитета Лагодехи. Высота центра — 320 метров над уровнем моря.

## Население
По данным переписи населения 2014 года, в селе проживало 27 человек.
| Год  | Население | Мужчины | Женщины |
| ---- | --------- | ------- | ------- |
| 2002 | 49        | 26      | 23      |
| 2014 | 27        | 15      | 12      |